# マグダ・リネッテ
マグダ・リネッテ（Magda Linette, 1992年2月12日 - ）は、ポーランド・ポズナン出身の女子プロテニス選手。これまでにWTAツアーでシングルス2勝を挙げている。自己最高ランキングはシングルス19位、ダブルス95位。身長171cm、体重59kg。右利き、バックハンド・ストロークは両手打ち。

## 来歴
6歳でテニスを始め、2009年にプロに転向。
4大大会では2015年全仏オープンで初出場。現時点では3回戦進出が最高成績である。
2015年9月のジャパン女子オープンテニスでWTAツアー初の決勝に進出した。決勝でヤニナ・ウィックマイヤーに 6-4, 3–6, 3-6 で破れ準優勝となった。
2016年8月のリオ五輪で初めてのオリンピックに出場したが、シングルス1回戦でロシアのアナスタシア・パブリュチェンコワに 0-6, 3-6 で敗れ初戦で敗退した。
2019年8月のブロンクス・オープンの決勝でカミラ・ジョルジを 5–7, 7–5, 6–4 で破りWTAツアー初優勝を果たした。2020年2月のホアヒン大会でツアー2勝目を挙げ2020年2月17日付のランキングで自己最高の33位を記録している。

## WTAツアー決勝進出結果

### シングルス: 4回 (2勝2敗)
| 大会グレード                  |
| ----------------------------- |
| グランドスラム (0–0)          |
| WTAファイナルズ (0–0)         |
| プレミア・マンダトリー (0–0)  |
| プレミア5 (0-0)               |
| WTAエリート・トロフィー (0-0) |
| プレミア (0–0)                |
| インターナショナル (2–2)      |

| 結果   | No. | 決勝日        | 大会         | サーフェス | 対戦相手                 | スコア        |
| ------ | --- | ------------- | ------------ | ---------- | ------------------------ | ------------- |
| 準優勝 | 1.  | 2015年9月20日 | 東京         | ハード     | ヤニナ・ウィックマイヤー | 6-4, 3–6, 3-6 |
| 優勝   | 1.  | 2019年8月24日 | ニューヨーク | ハード     | カミラ・ジョルジ         | 5–7, 7–5, 6–4 |
| 準優勝 | 1.  | 2019年9月22日 | ソウル       | ハード     | カロリナ・ムホバ         | 1-6, 1–6      |
| 優勝   | 2.  | 2020年2月16日 | ホアヒン     | ハード     | レオニー・キューング     | 6–3, 6–2      |

### ダブルス: 3回 (0勝3敗)
| 結果   | No. | 決勝日         | 大会   | サーフェス | パートナー               | 対戦相手                                            | スコア              |
| ------ | --- | -------------- | ------ | ---------- | ------------------------ | --------------------------------------------------- | ------------------- |
| 準優勝 | 1.  | 2014年9月20日  | 広州   | ハード     | アリーゼ・コルネ         | 荘佳容 梁晨                                         | 6–2, 6–7(3), [7–10] |
| 準優勝 | 2.  | 2016年10月16日 | 天津   | ハード     | 徐一幡                   | クリスティナ・マクヘール 彭帥                       | 6–7(8), 0–6         |
| 準優勝 | 3.  | 2017年4月15日  | ボゴタ | クレー     | ベロニカ・セペデ・ロイグ | ベアトリス・ハッダッド・マイア ナディア・ポドロスカ | 3–6, 6–7 (4)        |

## 4大大会シングルス成績
略語の説明
| W | F | SF | QF | #R | RR | Q# | LQ | A | Z# | PO | G | S | B | NMS | P | NH |

W=優勝, F=準優勝, SF=ベスト4, QF=ベスト8, #R=#回戦敗退, RR=ラウンドロビン敗退, Q#=予選#回戦敗退, LQ=予選敗退, A=大会不参加, Z#=デビスカップ/BJKカップ地域ゾーン, PO=デビスカップ/BJKカッププレーオフ, G=オリンピック金メダル, S=オリンピック銀メダル, B=オリンピック銅メダル, NMS=マスターズシリーズから降格, P=開催延期, NH=開催なし.
| 大会           | 2013 | 2014 | 2015 | 2016 | 2017 | 2018 | 2019 | 2020 | 通算成績 |
| -------------- | ---- | ---- | ---- | ---- | ---- | ---- | ---- | ---- | -------- |
| 全豪オープン   | A    | LQ   | LQ   | 1R   | 1R   | 3R   | 1R   | 1R   | 2–5      |
| 全仏オープン   | A    | LQ   | 1R   | 1R   | 3R   | 1R   | 2R   |      | 3–5      |
| ウィンブルドン | LQ   | LQ   | 1R   | 1R   | 1R   | 1R   | 3R   |      | 2–5      |
| 全米オープン   | LQ   | LQ   | 2R   | 1R   | 1R   | 1R   | 2R   |      | 2–5      |